# Zybuliwka (Hajssyn)
Zybuliwka (ukrainisch Цибулівка; russisch Цибулевка Zibulewka, polnisch Cybulówka) ist ein Dorf in der ukrainischen Oblast Winnyzja mit etwa 1161 Einwohnern (2024).

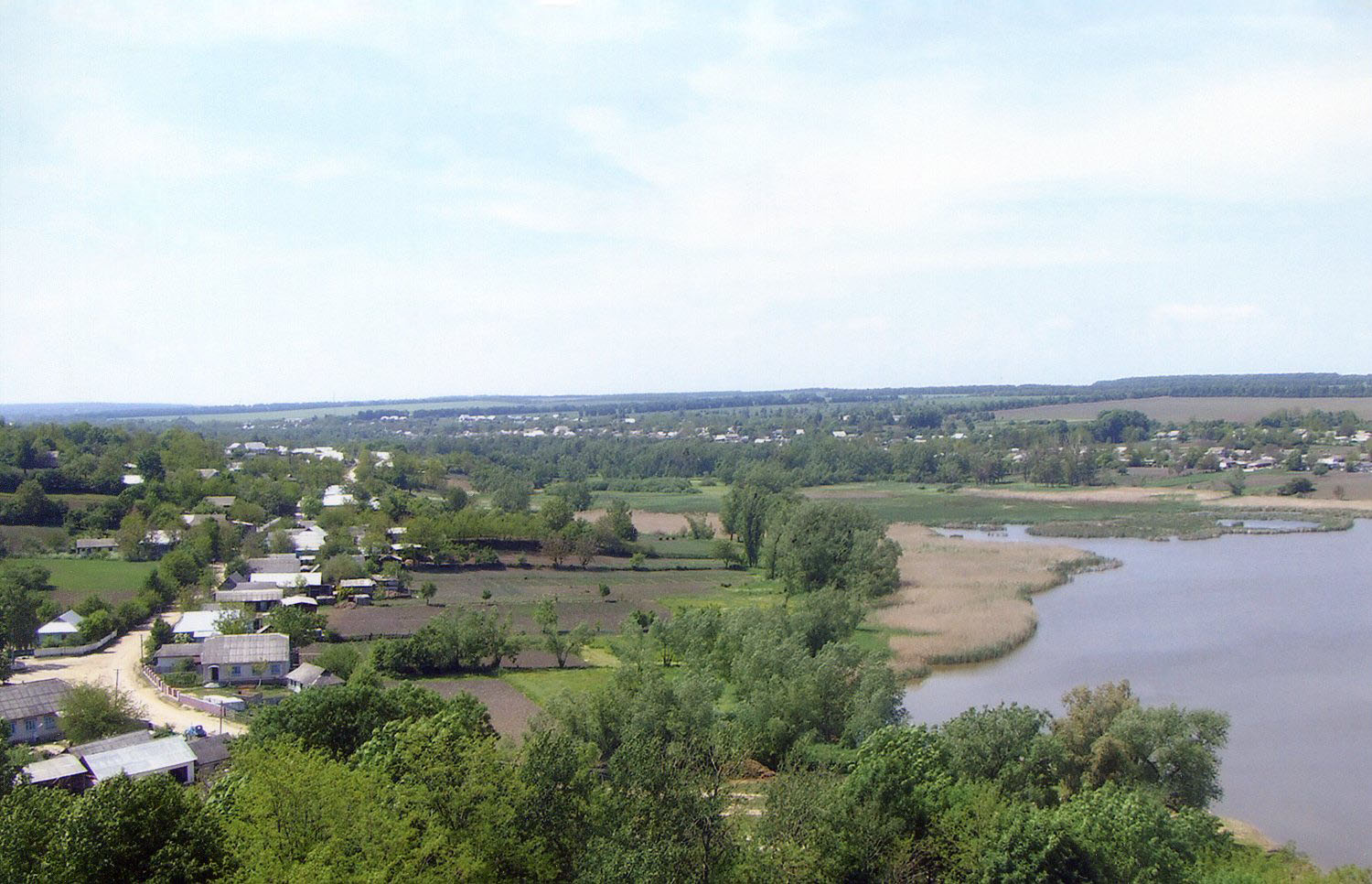
Blick auf das Dorf

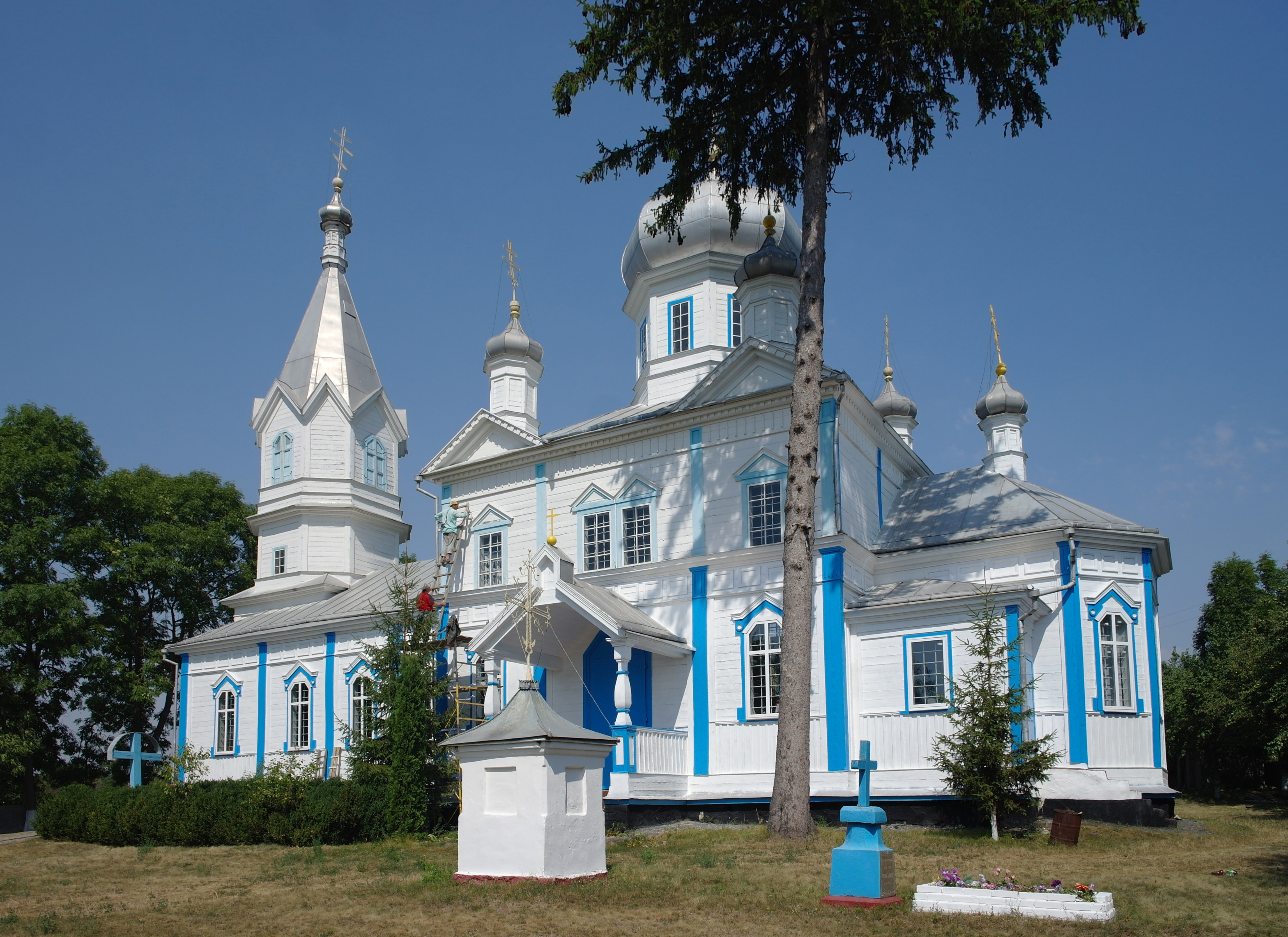
Alexander-Newski-Kirche

Das erstmals im 18. Jahrhundert schriftlich erwähnte Dorf wurde im Juli 1941 von deutschen und rumänischen Streitkräften besetzt. In dem eingerichteten Ghetto ermordeten die Rumänen tausende jüdischer Einwohner. Im März 1944 wurde das Dorf von der Roten Armee befreit.

## Geographie
Die Ortschaft liegt auf einer Höhe von 185 m am Ufer der Beryschanka (Берижанка), einem 34 km langen, linken Nebenfluss der Horyn sowie an der Territorialstraße T–02–02 zwischen der 17 km westlich liegenden Siedlung städtischen Typs Kryschopil und dem 13 km östlich liegenden Dorf Obodiwka. Das Oblastzentrum Winnyzja befindet sich 127 km nordwestlich und das ehemalige Rajonzentrum Trostjanez 21 km nordöstlich vom Dorf.
Am 12. Juni 2020 wurde das Dorf ein Teil der neugegründeten Landgemeinde Obodiwka, bis dahin bildete es die gleichnamige Landratsgemeinde Zybuliwka (Цибулівська сільська рада/Zybuliwska silska rada) im Süden des Rajons Trostjanez.
Am 17. Juli 2020 kam es im Zuge einer großen Rajonsreform zum Anschluss des Rajonsgebietes an den Rajon Hajssyn.